# Луполовский лагерь военнопленных
Луполовский лагерь военнопленных (шталаг № 341) был создан немецкими оккупантами в августе 1941 года на окраине Могилёва — в районе Луполово для содержания советских военнопленных.
Лагерь был обнесён колючей проволокой, по которой пропускался электрический ток. Узников содержали в антисанитарных условиях (свирепствовал тиф), пытали, морили голодом, расстреливали. За время существования лагеря до 1943 года в нем погибло более 40 тысяч человек, известны имена лишь 389 из них.
На территории бывшего лагеря смерти находится братская могила советских солдат. В ней похоронены 53 воина, погибшие в июне 1944 в боях против вермахта на подступах к Могилёву в районе Луполово. Среди них воины 238-й дивизии 121-го стрелкового корпуса 50-й армии и 369-й дивизии 62-го стрелкового корпуса 49-й армии 2-го Белорусского фронта.
В память об узниках лагеря и советских солдатах, погибших в боях в 1944 в районе Луполова, возведён мемориальный комплекс.
Среди известных узников лагеря — генерал Михаил Романов.